# Alfredo Cahn
Alfredo Cahn (geboren als Alfred Cahn 28. Oktober 1902 in Zürich; gestorben 19. Juli 1975 in Córdoba) war ein schweizerisch-argentinischer Literaturagent und Literaturwissenschaftler.

## Leben
Alfred Cahn hatte schon als Jugendlicher Interesse am Literaturbetrieb gefunden und war in Kontakt zu Thomas Mann, Hermann Hesse und Stefan Zweig getreten. Er arbeitete in Spanien und wanderte 1924 mit seiner spanischen Braut nach Argentinien aus.
In Buenos Aires war er journalistisch und als Übersetzer tätig. Nach der Machtübergabe an die Nationalsozialisten im Deutschen Reich 1933 kümmerte er sich um die deutschsprachigen Flüchtlinge und insbesondere um Stefan Zweig, dessen Werk er in 16 Bänden ins Spanische übersetzte. 1940 organisierte er für ihn eine Lesereise, und 1942 veröffentlichte Cahn mit Hilfe der Buchhändlerin Lili Lebach in deren Verlag Pigmalión die Schachnovelle. Mit dem Ausbruch des Spanischen Bürgerkriegs wurde Buenos Aires Zentrum der spanischsprachigen Literatur, und Cahn betätigte sich dort als Literaturagent. Er vermittelte Literatur nach Nordamerika und Europa und brachte in den 1950er Jahren Max Frisch und Friedrich Dürrenmatt auf den lateinamerikanischen Buchmarkt. Von 1957 bis 1964 hatte Cahn eine Professur für französische und deutsche Literatur an der Universidad Nacional de Córdoba inne.

## Schriften (Auswahl)
- Un pueblo perdió su norte : cuatro siglos de lucha infructuosa del espiritu contra la barbarie Alemana.  Ed. Claridad, Buenos Aires 1941.
- Stefan Zweig : ein Nachruf. Buenos Aires 1942.
- Goethe, Schiller y la epoca romántica. Ed. Nova, Buenos Aires 1960.
- Literaturas germánicas. Companía general fabríl ed., Buenos Aires 1961.
- A partir de Heliand : contribución a la historia de las letras. Univ. nacional, Córdoba 1964.